# Иоанн Никитич
Иоанн Никитич (Иван) — двинский боярин, заволоцкий воевода, стоявший на стороне великого князя Василия Димитриевича, когда тот хотел захватить у новгородцев Двинскую землю.
Взятый в плен новгородцами, Иоанн был сброшен с моста в реку Волхов.